# Верхнесадовая

Верхнесадовая — железнодорожная станция в Крыму. Расположена в селе Верхнесадовое в Нахимовском районе Севастополя.

## История
Станция Бельбек была сооружена в 1875 году, при строительстве Лозово-Севастопольской железной дороги. Основным предназначением станции был вывоз фруктов: с июня по ноябрь 1892 года их было отправлено 108 253 пуда (в основном яблок). Согласно «Памятной книжке Таврической губернии на 1900 год», на станции Бельбек совершали остановки Севастопольские поезда: пятиминутную скорый № 5, с вагонами I и II класса и почтовый № 3, с вагонами I, II и III классов — семиминутную.
В 1972 году электрифицирована постоянным током (=3кВ) в составе участка Симферополь— Севастополь. В 1952 году станция Бельбек была переименована в Верхнесадовую.

## Пассажирское сообщение
На станции останавливаются только пригородные электропоезда сообщением Симферополь — Севастополь .